# Northrop Grumman MQ-8C Fire Scout
O Northrop Grumman MQ-8C Fire Scout é um veículo aéreo não tripulado desenvolvido pela Northrop Grumman para servir na Marinha dos Estados Unidos. O MQ-8C desempenhará missões de reconhecimento aéreo e apoio às operações terrestres a marítimas. A sua fuselagem, motorização e rotores são baseados no helicóptero civil Bell 407, enquanto os componentes internos foram desenvolvidos a partir do MQ-8B Fire Scout. O seu primeiro voo ocorreu em Outubro de 2013 e encontra-se actualmente em fase de testes. Foi o primeiro helicóptero não tripulado do mundo a aterrar no convés de um navio, em 16 de dezembro de 2014.